# Jean Fage
Jean Fage (Budapest, 20 novembre 1905 - Sainte-Geneviève-des-Bois, 17 août 1991) est un photographe français né en Hongrie. Il a consacré sa vie à sa passion avec l'aide de son fils André.

## Biographie
Né en 1905 à Budapest, Jean Zoltan Fage s’est intéressé très tôt à la photographie. Ingénieur de formation, il y trouve « de la mécanique, de la chimie et de la composition artistique et documentaire ». Installé dans l’ouest parisien, à Bièvres (Essonne), il crée en 1949, avec son fils André, et quelques passionnés de photo comme lui, le Photo-Club du Val de Bièvre pour faire connaître à ses membres l'histoire de la photographie. Parallèlement à l’animation de ce club qui, au fil des années remportera de nombreux trophées dans des compétitions nationales et internationales, Jean Fage rassemble une collection de photographies et de matériel photographique qui va progressivement devenir l’une des plus importantes au monde.
En 1962, il réalise son rêve : créer le premier Musée français de la photographie. Ce musée s'installe dans les locaux de la mairie de Bièvres. C’est l'association « les Amis du musée français de la photographie », créée par Jean Fage, qui permet d’en compléter les collections mais aussi de participer à son animation.
En février 1964, l’Association du musée de la photographie de Bièvres est créée, avec pour vocation de participer à la gestion et à la protection des collections du musée et à son développement.
Le dimanche 7 juin 1964, le Musée français de la photographie de Bièvres est officiellement inauguré. Ce même jour a lieu dans la ville la 1re édition de la Foire à la Photographie.
Une nouvelle initiative de Jean et André Fage à laquelle participent des photographes de renommée mondiale tels que Man Ray, Pierre Ichac, Emmanuel Sougez, Paul Almasy, Lucien Lorelle, Harry Meerson, Marcel Bovis, et qui permet d’associer des œuvres photographiques aux collections de matériels du musée.
En 1969, à l'occasion de la « 6e Foire à la photographie », il crée le « 1er Marché international des occasions et antiquités photographiques », qui remporte d’emblée un immense succès.
En 1972, le musée est transféré de la mairie vers son site actuel, et André Fage en est nommé officiellement conservateur et directeur en 1974.
En 1986, Jean Fage, en qualité de président de l'Association du musée français de la photographie de Bièvres, fait don de la collection au Conseil général de l'Essonne, sous la double condition qu'elle reste à Bièvres et qu'un nouveau musée de la photographie, conforme aux nécessités muséographiques, soit construit.
Il voulait ainsi s'assurer que les objets et les images qu'il avait rassemblés, complétés par les nombreuses donations de ceux qui croyaient en ce qu'il avait initié, seraient bien montrés au public.
Jean Fage s’éteint en 1991 à Bièvres, après avoir contribué à créer la plus grande collection relatant l'histoire de la photographie au monde et fait de la ville de Bièvres l’un des hauts lieux internationaux de la photo.
André Fage était médaillé d'or de la jeunesse, des sports et de l'engagement associatif, et membre du comité départemental de l'Essonne.

## Distinctions
- Officier de l'ordre des Arts et des Lettres (1984)[4]
- Médaille de la jeunesse, des sports et de l'engagement associatif, or.